# Điện Tiến
Điện Tiến is een xã in het district Điện Bàn, een van de districten in de Vietnamese provincie Quảng Nam.
Điện Tiến ligt op de westelijke oever van de Quá Giáng en op de oostelijke oever van de Yên. Điện Tiến ligt tevens op de noordelijke oever van de La Thọ. Điện Tiếnọ heeft ruim 7500 inwoners op een oppervlakte van 15,4 km².